# Plappeville
Plappeville là một xã trong vùng Grand Est, thuộc tỉnh Moselle, quận Metz-Campagne, tổng Woippy. Tọa độ địa lý của xã là 49° 07' vĩ độ bắc, 06° 07' kinh độ đông. Plappeville nằm trên độ cao trung bình là 300 mét trên mực nước biển, có điểm thấp nhất là 186 mét và điểm cao nhất là 350 mét. Xã có diện tích 2,54 km², dân số vào thời điểm 2005 là 2295 người; mật độ dân số là 918 người/km². Xã nằm về phía tây của Metz.

## Thông tin nhân khẩu
| 1962  | 1968  | 1975  | 1982  | 1990  | 1999  |
| ----- | ----- | ----- | ----- | ----- | ----- |
| 1 500 | 1 615 | 1 568 | 1 776 | 2 130 | 2 341 |